# Lahitte-Toupière
Lahitte-Toupière är en kommun i departementet Hautes-Pyrénées i regionen Occitanien i sydvästra Frankrike. Kommunen ligger i kantonen Maubourguet som tillhör arrondissementet Tarbes. År 2022 hade Lahitte-Toupière 262 invånare.

## Befolkningsutveckling
Antalet invånare i kommunen Lahitte-Toupière
| Referens: INSEE |